# Grande Prêmio da Itália de 1987
Resultados do Grande Prêmio da Itália de Fórmula 1 realizado em Monza em 6 de setembro de 1987. Décima primeira etapa do campeonato, teve como vencedor o brasileiro Nelson Piquet, da Williams-Honda.

## Resumo
Um show brasileiro na prova. Piquet marcou a pole com a suspensão ativa e usou-a para a corrida. O piloto da Williams largou bem e manteve a ponta até a 23ª volta, quando teve que fazer a troca de pneus. Senna então passou para a liderança. Piquet com pneus novos retornou em 2º e 12 segundos atrás do compatriota. Quando o pneu atingiu a temperatura ideal, o piloto começou a diminuir a vantagem sobre o piloto da Lotus que era o único (do 1º ao 6º colocado) que não fez a troca. Quando Piquet diminuía a vantagem, Senna acelerava e aumentava aos poucos a distância. Tudo ia dando certo para o piloto da Lotus número 12, quando na 42ª volta, Senna vinha para ultrapassar por dentro na curva "Parabolica" o italiano Piercarlo Ghinzani da Ligier, mas na freada ele perde o controle do seu carro indo para fora da pista. Piquet com isso contorna a curva e reassume a liderança; Senna conseguiu voltar ao circuito na 2ª posição e com os pneus mais desgastados, ele ainda conseguiu se aproximá-lo que liderava a prova e estava poupando equipamento e combustível. Com menos de 2 segundos, Piquet venceu a prova com Senna em 2º lugar. O mais importante para Nelson Piquet era ter colocado 20 pontos de vantagem no campeonato sobre Nigel Mansell que terminou-a em 3º lugar. O tri estava cada vez mais perto.

## Classificação da prova
| Pos. | Nº | Piloto             | Construtor             | Voltas | Tempo/Diferença | Grid | Pontos |
| ---- | -- | ------------------ | ---------------------- | ------ | --------------- | ---- | ------ |
| 1    | 6  | Nelson Piquet      | Williams-Honda         | 50     | 1:14:47.707     | 1    | 9      |
| 2    | 12 | Ayrton Senna       | Lotus-Honda            | 50     | + 1.806         | 4    | 6      |
| 3    | 5  | Nigel Mansell      | Williams-Honda         | 50     | + 49.036        | 2    | 4      |
| 4    | 28 | Gerhard Berger     | Ferrari                | 50     | + 57.979        | 3    | 3      |
| 5    | 20 | Thierry Boutsen    | Benetton-Ford          | 50     | + 1:21.319      | 6    | 2      |
| 6    | 2  | Stefan Johansson   | McLaren-TAG            | 50     | + 1:28.787      | 11   | 1      |
| 7    | 19 | Teo Fabi           | Benetton-Ford          | 49     | + 1 volta       | 7    |        |
| 8    | 26 | Piercarlo Ghinzani | Ligier-Megatron        | 48     | + 2 voltas      | 19   |        |
| 9    | 10 | Christian Danner   | Zakspeed               | 48     | + 2 voltas      | 16   |        |
| 10   | 25 | René Arnoux        | Ligier-Megatron        | 48     | + 2 voltas      | 15   |        |
| 11   | 11 | Satoru Nakajima    | Lotus-Honda            | 47     | + 3 voltas      | 14   |        |
| 12   | 4  | Philippe Streiff   | Tyrrell-Ford           | 47     | + 3 voltas      | 24   |        |
| 13   | 16 | Ivan Capelli       | March-Ford             | 47     | + 3 voltas      | 25   |        |
| 14   | 3  | Jonathan Palmer    | Tyrrell-Ford           | 47     | + 3 voltas      | 22   |        |
| 15   | 1  | Alain Prost        | McLaren-TAG            | 46     | + 4 voltas      | 5    |        |
| 16   | 24 | Alessandro Nannini | Minardi-Motori Moderni | 45     | + 5 voltas      | 18   |        |
| Ret  | 9  | Martin Brundle     | Zakspeed               | 43     | Câmbio          | 17   |        |
| Ret  | 30 | Philippe Alliot    | Lola-Ford              | 37     | Spun Off        | 23   |        |
| Ret  | 23 | Adrian Campos      | Minardi-Motori Moderni | 34     | Motor           | 20   |        |
| Ret  | 18 | Eddie Cheever      | Arrows-Megatron        | 27     | Semieixo        | 13   |        |
| Ret  | 22 | Franco Forini      | Osella-Alfa Romeo      | 27     | Turbo           | 26   |        |
| Ret  | 21 | Alex Caffi         | Osella-Alfa Romeo      | 16     | Suspensão       | 21   |        |
| Ret  | 27 | Michele Alboreto   | Ferrari                | 13     | Turbo           | 8    |        |
| Ret  | 17 | Derek Warwick      | Arrows-Megatron        | 9      | Pane elétrica   | 12   |        |
| Ret  | 8  | Andrea de Cesaris  | Brabham-BMW            | 7      | Suspensão       | 10   |        |
| Ret  | 7  | Riccardo Patrese   | Brabham-BMW            | 5      | Motor           | 9    |        |
| DNQ  | 32 | Nicola Larini      | Coloni-Ford            |        |                 |      |        |
| DNQ  | 14 | Pascal Fabre       | AGS-Ford               |        |                 |      |        |

## Tabela do campeonato após a corrida
| Pos. | Piloto           | Pontos |
| ---- | ---------------- | ------ |
| 1    | Nelson Piquet    | 63     |
| 2    | Ayrton Senna     | 49     |
| 3    | Nigel Mansell    | 43     |
| 4    | Alain Prost      | 31     |
| 5    | Stefan Johansson | 20     |

| Pos. | Equipe              | Pontos |
| ---- | ------------------- | ------ |
| 1    | Williams-Honda      | 106    |
| 2    | Lotus-Honda         | 55     |
| 3    | McLaren-TAG/Porsche | 51     |
| 4    | Ferrari             | 20     |
| 5    | Benetton-Ford       | 17     |

| Pos. | Piloto           | Pontos |
| ---- | ---------------- | ------ |
| 1    | Jonathan Palmer  | 65     |
| 2    | Philippe Streiff | 54     |
| 3    | Pascal Fabre     | 35     |
| 4    | Philippe Alliot  | 25     |
| 5    | Ivan Capelli     | 25     |

| Pos. | Equipe       | Pontos |
| ---- | ------------ | ------ |
| 1    | Tyrrell-Ford | 119    |
| 2    | AGS-Ford     | 35     |
| 3    | Lola-Ford    | 25     |
| 4    | March-Ford   | 25     |

- Nota: Somente as primeiras cinco posições estão listadas. Entre 1981 e 1990 cada piloto podia computar onze resultados válidos por temporada não havendo descartes no mundial de construtores.